# 超レア映像遺産ショー
『超レア映像遺産ショー』（ちょうレアえいぞういさんショー）は、日本テレビ系列局で2022年12月8日の19時から21時（JST）に放送された日本テレビ製作の特別バラエティ番組。

## 概要
歴史的事件の裏側・著名人の素顔など、日本テレビに眠る貴重な映像を”映像遺産”として紹介し、その中からクイズを出題する番組。

解答者は「頭脳派芸能人軍団」として、１問に対して１人でも正解者が出ればポイントを獲得。出題数の半数以上のポイントを獲得すれば勝利となり、賞品として全員に高級すき焼き肉が贈られる。

出題は問題ごとに内村・南原が交互に担当し、相方も答えを知らないまま進行する。

## 出演者

### MC
- 『日テレ映像遺産局』局長：ウッチャンナンチャン（内村光良・南原清隆）
- 『日テレ映像遺産局』部長：藤井貴彦（当時日本テレビアナウンサー）

### 頭脳派芸能人軍団
- 阿佐ヶ谷姉妹
- 阿部亮平（Snow Man）
- アンガールズ
- 石原良純
- いとうあさこ
- カズレーザー（メイプル超合金）
- 川田裕美
- 小手伸也
- 鷲見玲奈
- 武田鉄矢
- 谷まりあ
- 寺田心
- 春香クリスティーン
- 水卜麻美（日本テレビアナウンサー）
- 向井慧（パンサー）

## 放送内容
- ザ・ビートルズ日本公演
  - 尾藤イサオ・内田裕也・ザ・ドリフターズによる「前座コンサート」
- 1964年東京オリンピック
  - 「閉会式」後の代々木選手村で、「裏方たち」による「閉会式」
- 三億円事件
  - 柳家金語楼、警察に招かれてトーク
- エリザベス2世
  - エリザベス2世の戴冠式（ 日本の皇太子明仁親王が出席）
  - 大河ドラマ『元禄太平記』のロケ視察
- 東大紛争
  - 広島大学紛争
- 南極観測隊
- 海外旅行
  - 皇太子明仁親王（当時）と皇太子妃美智子、 インドネシアでスカルノ大統領に出会う
  - 王貞治・長嶋茂雄（両名とも当時：巨人）・野村克也（当時：南海）・稲尾和久（当時：西鉄）、 フランスに行く
- 戦後の新宿

## スタッフ
- 企画演出 - 有田駿介
- 構成 - 林田晋一
- ナレーター - 服部伴蔵門、藤井貴彦（日本テレビアナウンサー）
- TM - 木村博靖（第3回）
- SW - 三井隆裕
- CAM - 日向野崇
- MIX - 中野裕介
- VE - 笈川太
- LD - 加藤明穂（第3回）
- ロケ技術 - プラス02、P（第2回-）、jeen（プラス・jeen→第3回）
- 美術プロデューサー - 山本澄子
- デザイン - 北村春美
- CG - キャニットG
- 音効 - 岡田淳一（第2回-）
- TK - 矢島由紀子
- 編集 - 長野紘也
- MA - 藤井光洋
- 技術協力 - ヌーベルアージュ、NiTRO、インターナショナルクリエイティブ
- 美術協力 - 日テレアート
- 制作進行 - 小林穂波
- デスク - 小林祐子
- FD - 川名良和、新田海
- ディレクター - 岩本智也、木村将士、市川大作、満尾晋介、久保陸、長沼秀幸、平田里菜、和田遥香、池之上隼太/羽石広輝、増田奈緒美、川本千紗都、日下茉優（和田・川本→第2回-、久保・長沼・池之上・増田・日下→第3回）
- プロデューサー - 末延靖章、駒崎茂之、木村優子、前多由香/西あかね（前多・西→第2回-、末延→第3回）
- チーフプロデューサー - 石村修司（第3回）
- 制作協力 - いまじん、えすと
- 製作著作 - 日本テレビ

### 過去のスタッフ
- TM - 望月達史（第1回）、上野豊（第2回）
- LD - 井口弘一郎（第1回）、池長正宏（第2回）
- ロケ技術 - 池田屋（第1回）
- 編集 - 平池優太（第1,2回）
- 音効 - 小田切暁（第1回）
- 協力 - 国立極地研究所、宮永正隆（ビートルズ大学）（共に第1回）
- ディレクター - 南條友香/青木芳樹、森岡玲、今給黎涼平（共に第1回）、遠藤隼人、吉田大器/小川裕香里（共に第1,2回）/酒井星、江橋光帆、野々山優花（共に第2回）
- プロデューサー - 杉山直樹（第1,2回）、菊池智子、松本恭誠（共に第1回）
- チーフプロデューサー - 江成真二（第1回）、遠藤正累（第2回）